# Garah Bān
Garah Bān (persiska: گره بان) är en ort i Iran.   Den ligger i provinsen Kermanshah, i den västra delen av landet, 400 km väster om huvudstaden Teheran. Garah Bān ligger 1 247 meter över havet och antalet invånare är 122.
Terrängen runt Garah Bān är huvudsakligen kuperad, men söderut är den bergig. Garah Bān ligger nere i en dal.Runt Garah Bān är det ganska tätbefolkat, med 207 invånare per kvadratkilometer. Närmaste större samhälle är Pāsār, 9,3 km norr om Garah Bān. Omgivningarna runt Garah Bān är i huvudsak ett öppet busklandskap.